# کاروانسرای لرد باجوردی
کاروانسرا لرد باجوردی مربوط به اواخر دوره قاجار - اوایل دوره پهلوی است و در یزد، کوی گلچینان، جنب دانشکده شهرسازی (خانه مرتاض) واقع شده و این اثر در تاریخ ۲۶ اسفند ۱۳۸۷ با شمارهٔ ثبت ۲۵۹۲۳ به‌عنوان یکی از آثار ملی ایران به ثبت رسیده‌است.